# Golf von Pozzuoli
Der Golf von Pozzuoli (italienisch Golfo di Pozzuoli), auch bekannt als Bucht von Pozzuoli, ist eine Meeresbucht im Tyrrhenischen Meer des Mittelmeers vor der Küste Kampaniens an der Westküste des südlichen Italien. Er erstreckt sich vom Capo di Posillipo bis zum Capo Miseno an der nordwestlichen Seite des Golfes von Neapel. Der Monte Nuovo und der Lago Averno liegen direkt hinter ihm.

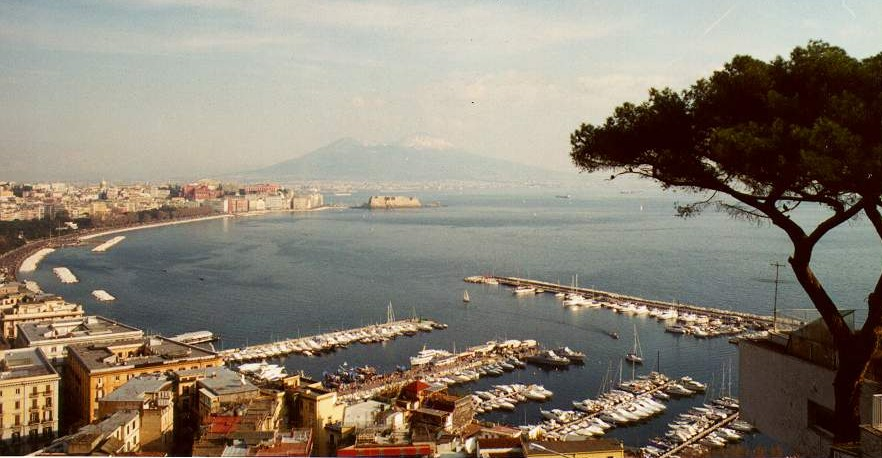
Der Vesuv, vom Posillipo aus gesehen
Capo Miseno
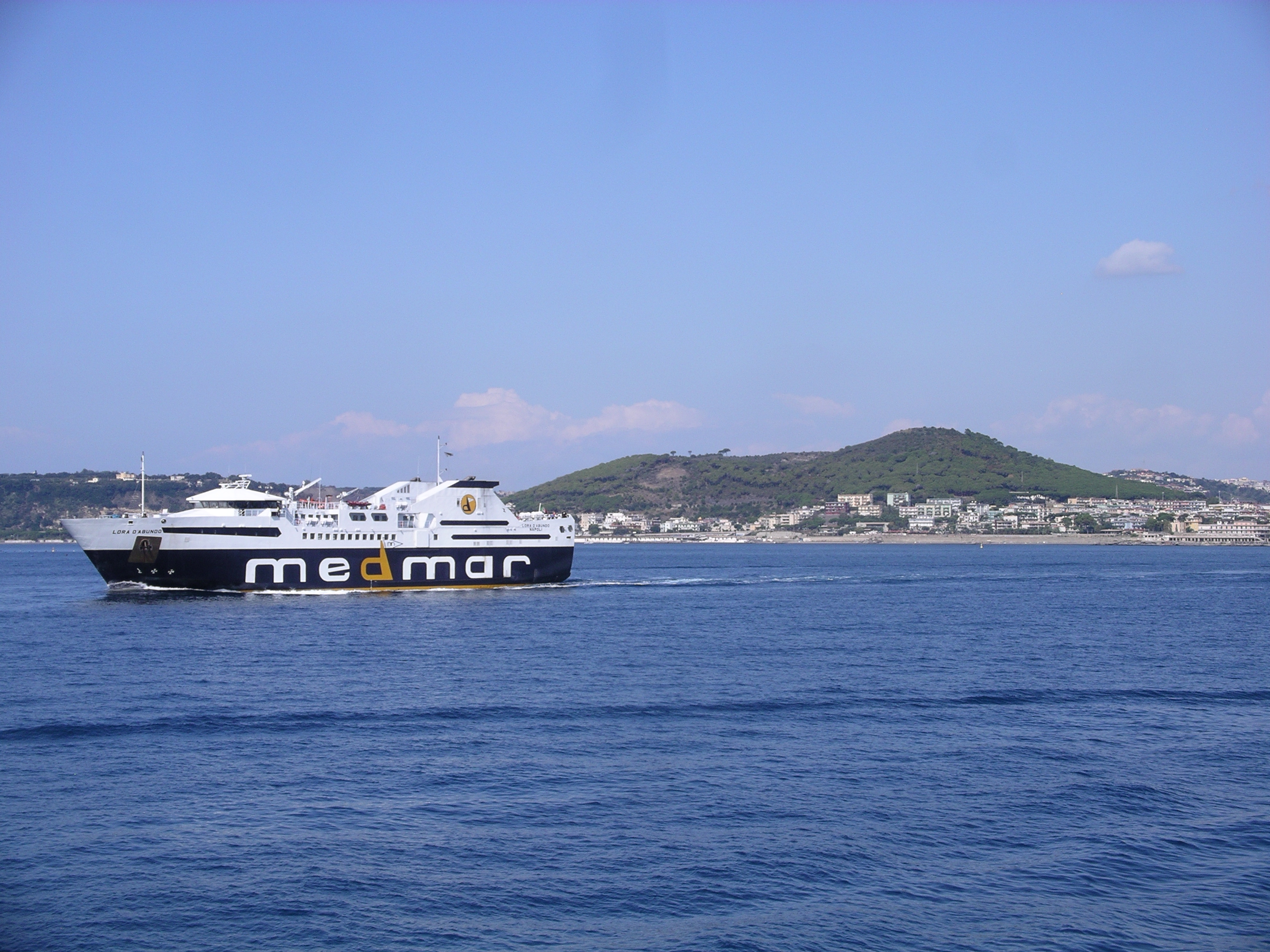
Monte Nuovo